# Thụy Anh
Thụy Anh là một huyện cũ thuộc tỉnh Thái Bình, Việt Nam.

## Vị trí địa lý
- Phía Bắc giáp huyện Vĩnh Bảo của thành phố Hải Phòng (ranh giới là sông Hóa).
- Phía Nam giáp huyện Thái Ninh (ranh giới là sông Diêm Hộ).
- Phía Đông giáp Biển Đông.
- Phía Tây giáp 2 huyện Phụ Dực và Đông Quan.

## Lịch sử
Ngày 2 tháng 12 năm 1955, sáp nhập xã Đồng Tiến thuộc huyện Phụ Dực vào huyện Thụy Anh và đổi tên thành xã Thụy Tiến.
Ngày 28 tháng 2 năm 1958, chuyển xã Thụy Tiến thuộc huyện Thụy Anh trở lại huyện Phụ Dực và đổi lại tên cũ là xã Đồng Tiến.
Ngày 17 tháng 6 năm 1969, huyện Thụy Anh được hợp nhất với huyện Thái Ninh thành huyện Thái Thụy.

## Hành chính
Đến năm 1969, huyện Thụy Anh có 25 xã: Thụy An, Thụy Bình, Thụy Chính, Thụy Dân, Thụy Dũng, Thụy Dương, Thụy Duyên, Thụy Hà, Thụy Hải, Thụy Hồng, Thụy Hưng, Thụy Liên, Thụy Lương, Thụy Ninh, Thụy Phong, Thụy Phúc, Thụy Quỳnh, Thụy Sơn, Thụy Tân, Thụy Thanh, Thụy Trình, Thụy Trường, Thụy Văn, Thụy Việt, Thụy Xuân.